# Adalbert von Preußen (1811–1873)

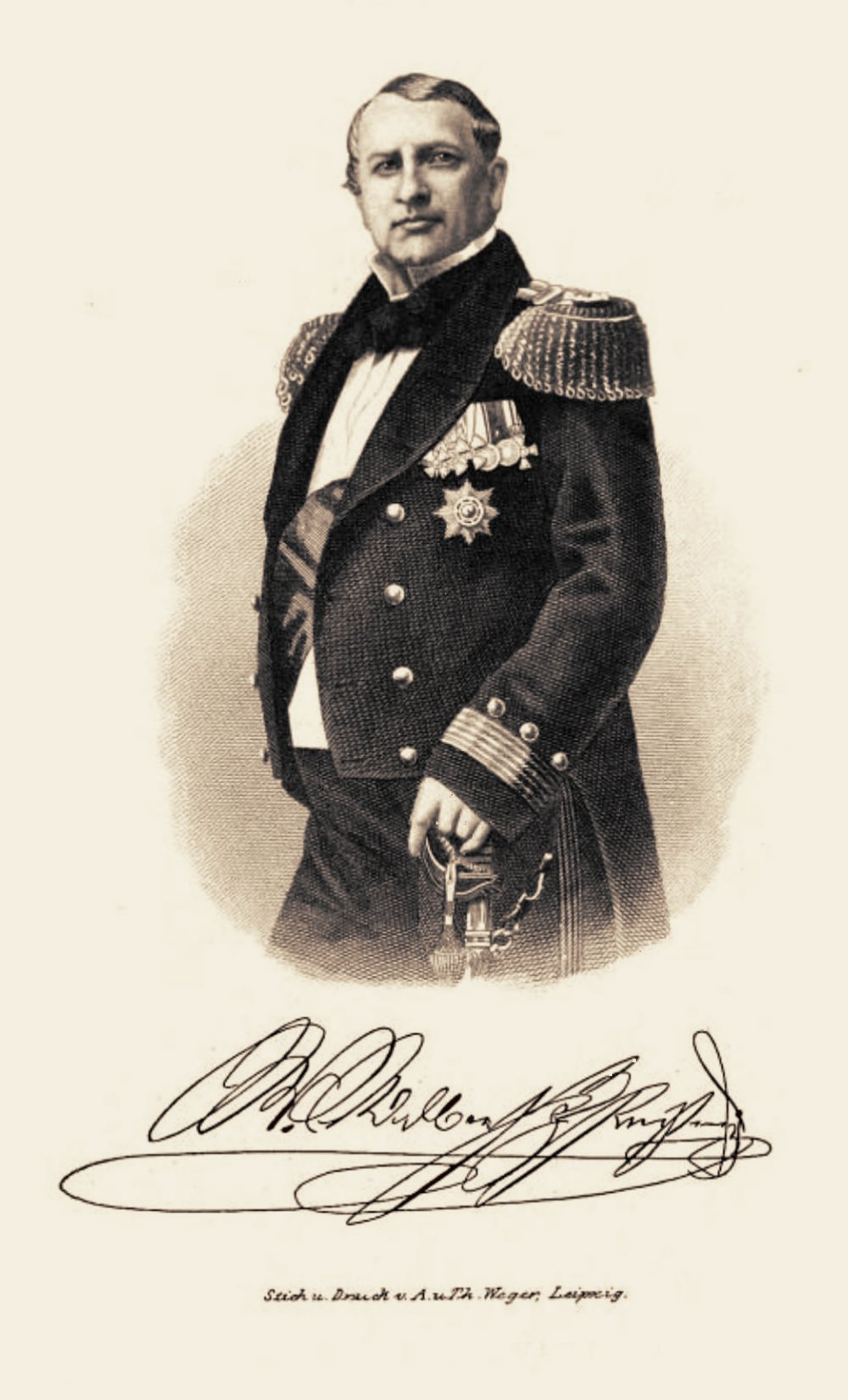
Prinz Adalbert von Preußen (Stahlstich)

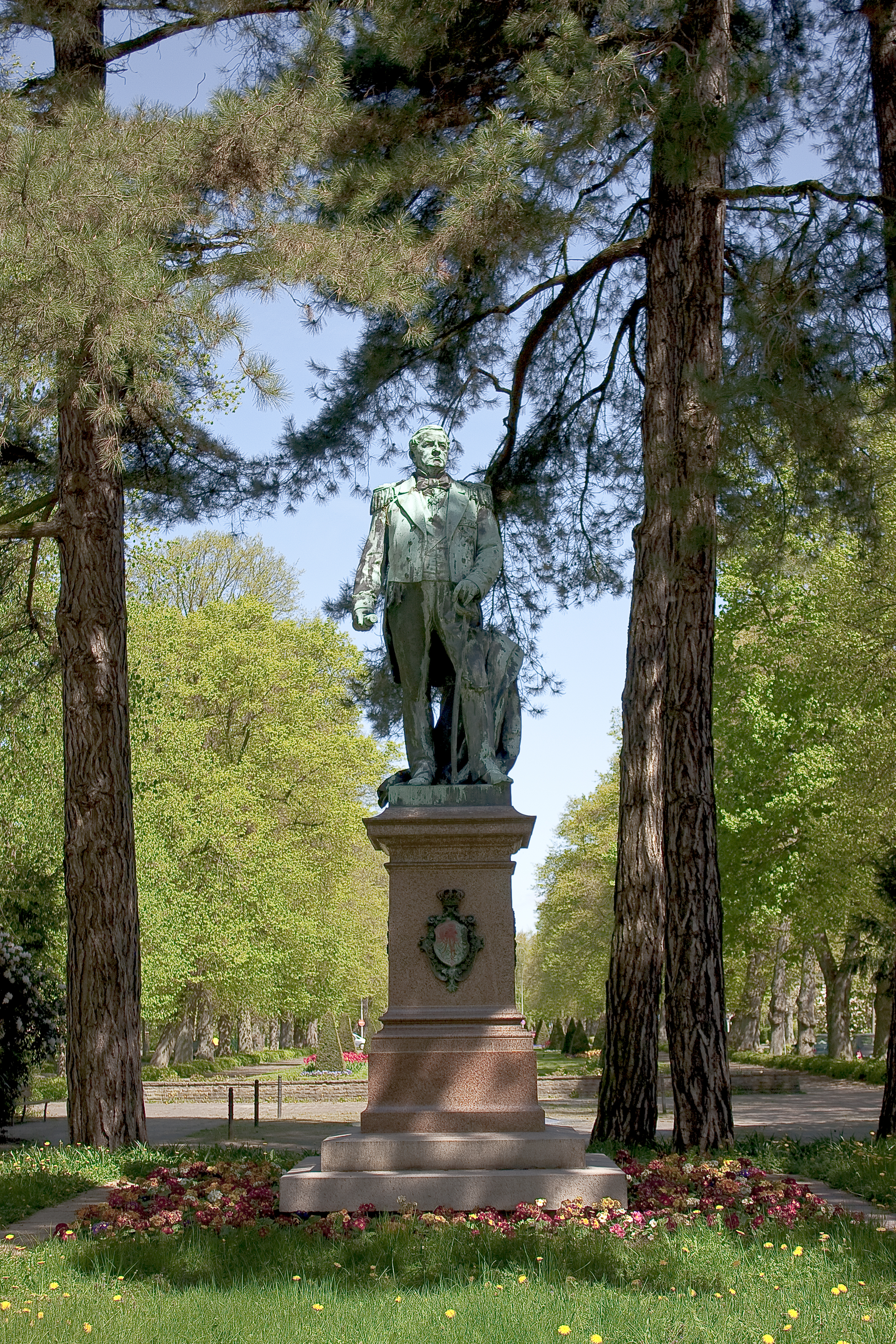
Denkmal des Prinzen Adalbert in Wilhelmshaven

Prinz Heinrich Wilhelm Adalbert von Preußen (* 29. Oktober 1811 in Berlin; † 6. Juni 1873 in Karlsbad) war ein Sohn von Prinzessin Marianne und Prinz Wilhelm, des jüngsten Bruders König Friedrich Wilhelms III. Er galt als Experte für Marine-Angelegenheiten und trat in verschiedenen Marinen als Berater auf.

## Leben bis 1848
Adalbert trat in das preußische Heer ein und diente bei der Artillerie. Mehrere Reisen führten ihn zwischen 1826 und 1842 in die Niederlande, nach Großbritannien, Russland, in die Türkei, nach Griechenland und nach Brasilien.
Prinz Adalbert entwickelte schon in jungen Jahren Interesse an Marinefragen und erkannte während seiner vielen Seereisen, welche Bedeutung Seestreitkräfte für eine moderne Handels- und Industrienation haben. Er befasste sich eingehend mit der Theorie des Seekriegs und schrieb 1835/1836 einen ersten Plan zum Aufbau einer preußischen Flotte. Preußen besaß zu dieser Zeit als kontinental orientierte Landmacht praktisch keine eigene Marine, sondern verließ sich auf die verbündeten Mächte Großbritannien, Niederlande und Dänemark. Während des Schleswig-Holsteinischen Krieges (1848–1851) zeigte sich das Scheitern dieser Strategie, weil Großbritannien und die Niederlande neutral blieben und Dänemark Kriegsgegner wurde. Innerhalb weniger Tage brachte die dänische Marine den deutschen Seehandel in Nord- und Ostsee zum Erliegen.
Nach dem Tode des Prinzen August von Preußen im Juli 1843 wurde Prinz Adalbert als dessen Nachfolger General-Inspecteur der Artillerie und blieb in dieser Position bis 1854.

## Die Reichsflotte 1848 bis 1852
Die Frankfurter Nationalversammlung beschloss mit „einer an Stimmeneinhelligkeit grenzenden Majorität“, eine eigene deutsche Reichsflotte aufzustellen, und Prinz Adalbert die Leitung der „Technischen Marinekommission“ zu übertragen. Der legte seine Vorstellungen in einer „Denkschrift über die Bildung einer deutschen Flotte“ (Potsdam 1848) vor. In dieser bis heute beachteten seestrategischen Schrift unterscheidet er drei Arten von Flotten:
- Eine Kriegsmarine zur rein defensiven Küstenverteidigung,
- eine solche zur offensiven Verteidigung und zum notwendigsten Schutz des Handels oder
- eine selbstständige Seemacht

Adalbert selber trat für die mittlere Lösung ein, weil sie die großen Seemächte nicht provoziere, der deutschen Marine aber einen bedeutenden Bündniswert verschaffe. Im Februar 1849 legte Adalbert sein Amt bei der Reichsflotte nieder und verfolgte daraufhin aktiv den Aufbau einer Preußischen Marine.

## Preußische Marine ab 1852

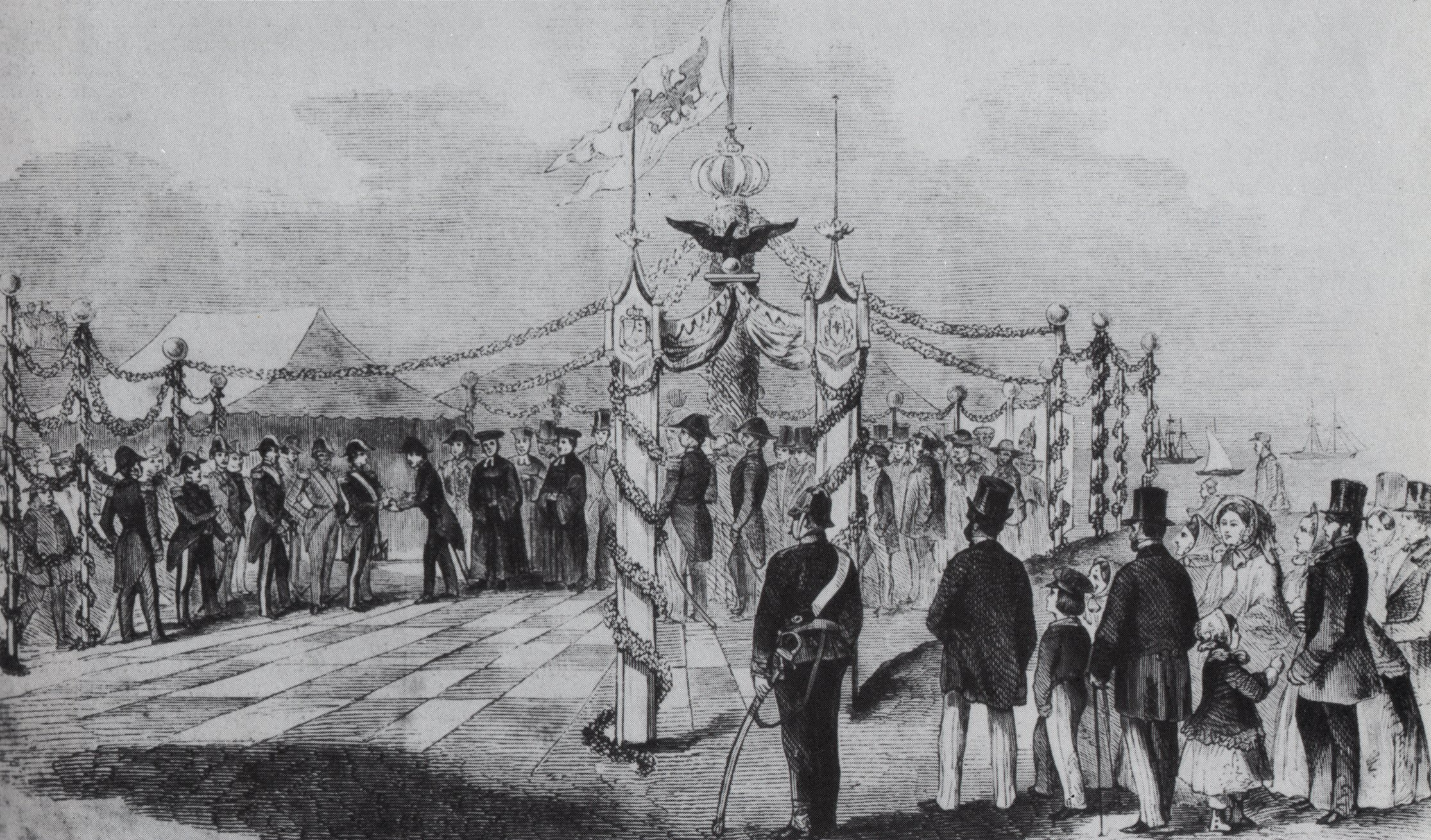
Feierliche Übernahme des Jadegebiets durch den Prinzen Adalbert von Preußen

Nach dem Scheitern der Revolution drängte er 1852 darauf, dass Preußen an der Nordsee einen Marinestützpunkt errichten müsse. Er veranlasste die im Jade-Vertrag vom 20. Juli 1853 zwischen Preußen und dem Großherzogtum Oldenburg vereinbarte Abtretung eines Gebiets am Westufer der Innenjade und am Nordwestufer des Jadebusens. Die feierliche Übernahme des Jadegebiets erfolgte in Anwesenheit des Prinzen Adalbert von Preußen am 23. November 1854. In den nachfolgenden Jahren entstanden der Marinestützpunkt und die Stadt Wilhelmshaven.
Am 30. März 1854 wurde Prinz Adalbert zum Admiral der preußischen Küsten und Oberbefehlshaber der Marine ernannt. Bei einer Ausbildungsreise preußischer Kriegsschiffe im Sommer 1856 wurde sein Schiff bei einer Besichtigung der Rif-Küste in Marokko von Piraten der Rifkabylen beschossen. Daraufhin befahl er ein Landungsunternehmen und leitete es selbst. Bei einem heftigen Gefecht fielen sieben seiner Männer, er selbst erhielt einen Oberschenkeldurchschuss. Dieses Unternehmen wurde unter der Bezeichnung Gefecht von Tres Forcas bekannt.
Aufgrund seiner in Preußen als zu ehrgeizig empfundenen Marinepläne wurde Adalbert ab 1858 Schritt für Schritt entmachtet, und die Marine kam 1861 unter die Kontrolle des vom Heer dominierten Kriegsministeriums.
Während des Deutsch-Dänischen Krieges 1864 befehligte Adalbert das Ostseegeschwader, ohne damit aktiv in den Krieg eingreifen zu können. Danach übernahm er den Oberbefehl über die Marine des Norddeutschen Bundes.
Nach dem Deutsch-Französischen Krieg (1870/1871) zog sich der oft als Prinz-Admiral titulierte Adalbert aus der Leitung der nunmehr Kaiserlichen Marine zurück und starb zwei Jahre später an einem Leberleiden. Die Beisetzungsfeier fand im Berliner Dom statt.

## Familie
Er war mit der Tänzerin Therese Elßler (Frau von Barnim) verheiratet, sein einziger Sohn, Adalbert von Barnim (* 1841) starb 1860 bei einer Nilexpedition.

## Ehrungen

### Orden
- 1823: Ritter des Schwarzen Adlerordens.[4]
- 1832: Guelphen-Orden des Königreichs Hannover.[5]
- 1842: Ritter des Ordens vom Kreuz des Südens
- 1846: Königlicher Hausorden von Hohenzollern.[6]
- 1850: Großkreuz des Hausordens vom Goldenen Löwen des Kurfürstentums Hessen.[7]
- 1856: Schwerter zum Roten Adlerorden.[8]

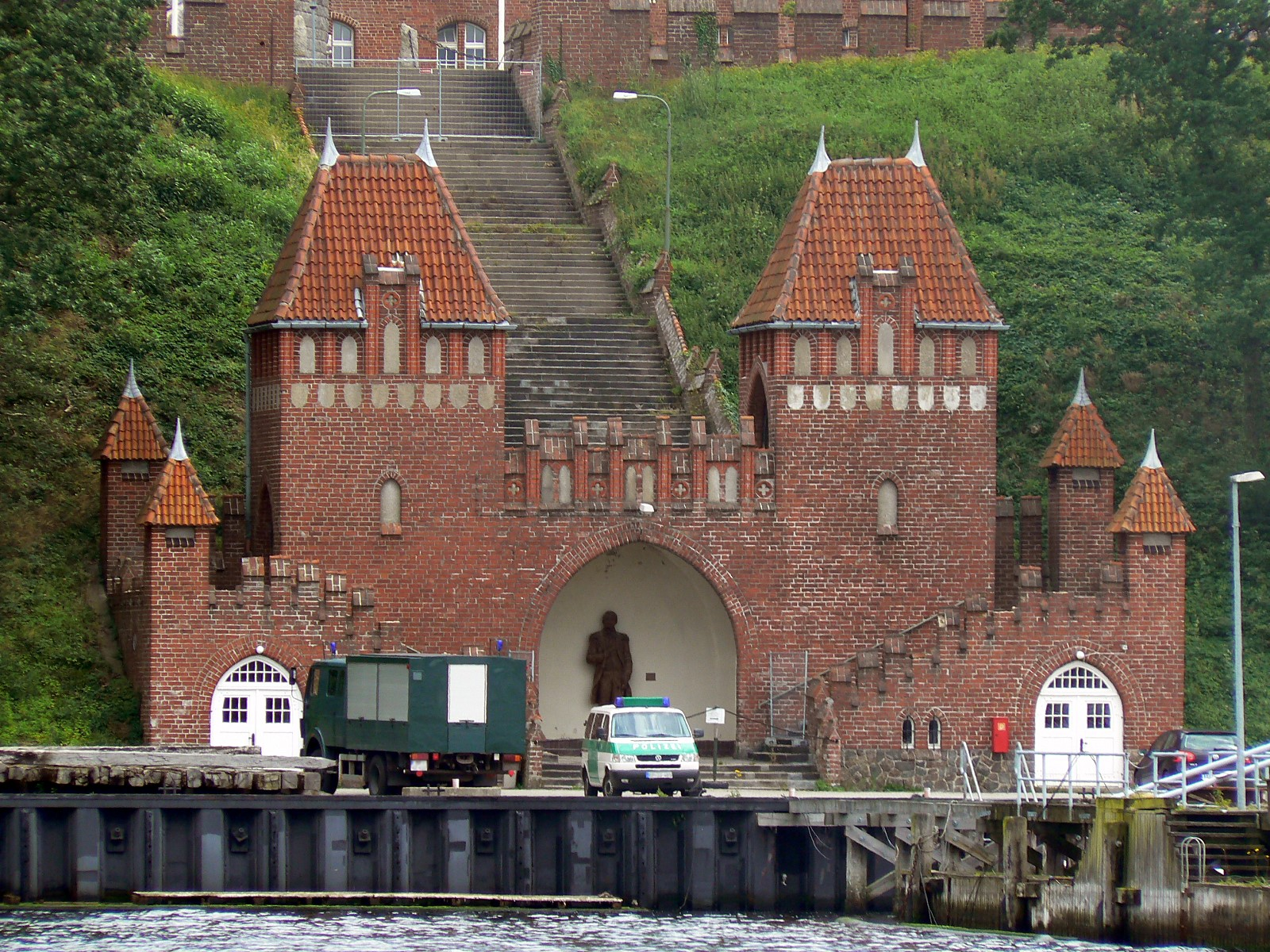
Wassertor der Marineschule Mürwik mit dem hölzernen Standbild des Prinzen Adalbert von Preußen im Torbogen (2007)

- 1866: Pour le Mérite.[8]
- 1871: Eisernes Kreuz I. Klasse.[8]

### Schiffe
Nach Prinz Adalbert waren drei Kriegsschiffe benannt:
- Das Widderschiff Prinz Adalbert der preußischen Marine von 1864,
- die Kreuzerfregatte der Kaiserlichen Marine Prinz Adalbert von 1876,
- der Große Kreuzer der Kaiserlichen Marine Prinz Adalbert von 1901.

### Straßen und Plätze
- Seit dem 21. Januar 1847 ist in den Berliner Bezirken Mitte und Kreuzberg die Adalbertstraße nach ihm benannt.[9] (siehe auch: Adalbertbrücke)
- In Wilhelmshaven sind die Adalbertstraße und der Adalbertplatz nach ihm benannt.
- Im Stadtteil Wik der schleswig-holsteinischen Landeshauptstadt Kiel ist die Adalbertstraße im sogenannten Marinequartier nach ihm benannt.

### Denkmäler
- Bronzestandbild nach dem Entwurf des Bildhauers Karl Schuler auf dem Adalbertplatz in Wilhelmshaven, enthüllt am 16. September 1882.
- Hölzernes Denkmal im Wassertor beim Bootshafen der Marineschule Mürwik stehend, mit Blickrichtung zur Flensburger Förde.